# Tonje Kristiansen
Tonje Kristiansen (29 de septiembre de 1967) es una deportista noruega que compitió en vela en la clase Europe. Ganó una medalla de oro en el Campeonato Mundial de Europe de 1987.

## Palmarés internacional
| Campeonato Mundial | Campeonato Mundial      | Campeonato Mundial | Campeonato Mundial |
| Año                | Lugar                   | Medalla            | Clase              |
| ------------------ | ----------------------- | ------------------ | ------------------ |
| 1987               | Crozon-Morgat (Francia) | Medalla de oro     | Europe             |